# Olympische Sommerspiele 1980/Leichtathletik – 1500 m (Frauen)

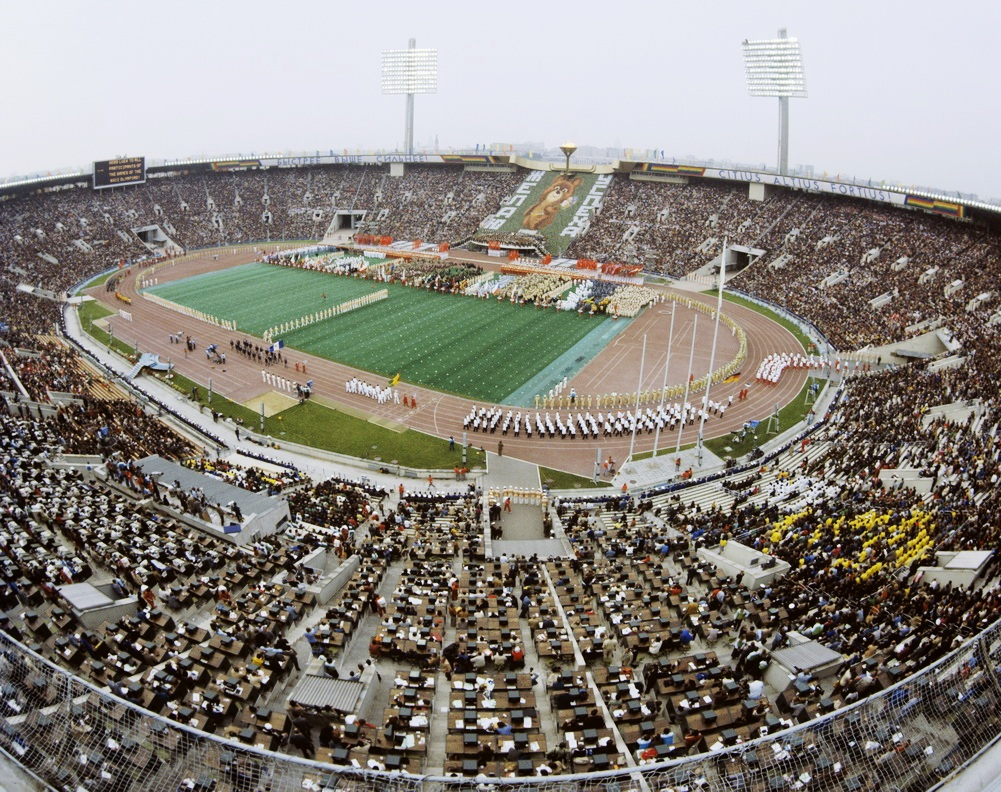
Das Luschniki-Stadion während der Eröffnungsfeier dieser Spiele

Der 1500-Meter-Lauf der Frauen bei den Olympischen Spielen 1980 in Moskau wurde am 30. Juli sowie am 1. August 1980 im Olympiastadion Luschniki ausgetragen. 26 Athletinnen nahmen teil.
Gold gewann die Olympiasiegerin von 1976 Tatjana Kasankina aus der Sowjetunion. Sie gewann vor der DDR-Läuferin Christiane Wartenberg und Nadija Olisarenko, wie Kasankina aus der Sowjetunion.
Für die DDR gingen neben der Medaillengewinnerin Wartenberg auch Ulrike Bruns und Beate Liebich an den Start. Liebich schied in der Vorrunde aus, Bruns erreichte das Finale und wurde Fünfte.

Die Schweizerin Cornelia Bürki schied in der Vorrunde aus.

Läuferinnen aus Österreich und Liechtenstein nahmen nicht teil. Athleten aus der Bundesrepublik Deutschland waren wegen des Olympiaboykotts ebenfalls nicht dabei.

## Rekorde

### Bestehende Rekorde
| Weltrekord         | 3:55,0 min | Tatjana Kasankina ( Sowjetunion) | Moskau, Sowjetunion (heute Russland)                  | 6. Juli 1980      |
| Olympischer Rekord | 4:01,4 min | Ljudmila Bragina ( Sowjetunion)  | Finale OS München, BR Deutschland (heute Deutschland) | 9. September 1972 |

### Rekordverbesserungen
Der bestehende olympische Rekord wurde zweimal verbessert:
- 3:59,2 min – Tatjana Kasankina (Sowjetunion), erster Vorlauf
- 3:56,56 min – Tatjana Kasankina (Sowjetunion), Finale

## Durchführung des Wettbewerbs
Die Athletinnen traten am 30. Juli zu zwei Vorläufen an. Die jeweils vier Laufbesten – hellblau unterlegt – sowie die nachfolgend Zeitschnellste – hellgrün unterlegt – qualifizierten sich für das Finale, das am 1. August stattfand.

## Zeitplan
30. Juli, 19:55 Uhr: Vorläufe

1. August, 18:05 Uhr: Finale
Anmerkung:
Alle Zeiten sind in Ortszeit Moskau (UTC+3) angegeben.

## Vorrunde
Datum: 30. Juli 1980, ab 19:55 Uhr

### Vorlauf 1

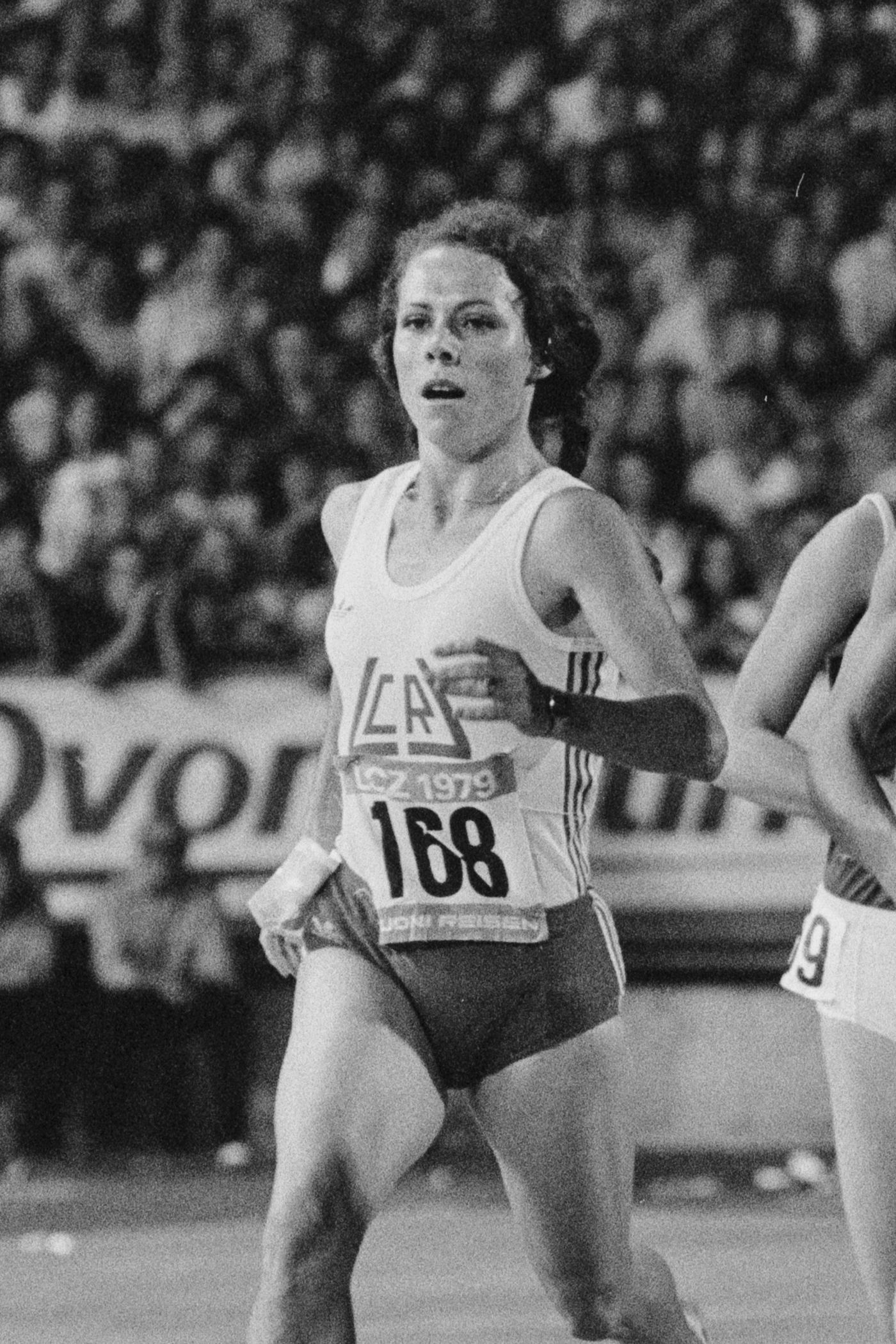
Cornelia Bürki – ausgeschieden als Siebte des ersten Vorlaufs

| Platz | Name                   | Nation         | Zeit       | Anmerkung |
| ----- | ---------------------- | -------------- | ---------- | --------- |
| 1     | Tatjana Kasankina      | Sowjetunion    | 3:59,2 min | OR        |
| 2     | Nadija Olisarenko      | Sowjetunion    | 3:59,5 min |           |
| 3     | Christiane Wartenberg  | DDR            | 4:00,4 min |           |
| 4     | Ulrike Bruns           | DDR            | 4:01,6 min |           |
| 5     | Maricica Puică         | Rumänien       | 4:01,7 min |           |
| 6     | Wessela Jazinska       | Bulgarien      | 4:04,7 min |           |
| 7     | Cornelia Bürki         | Schweiz        | 4:05,5 min |           |
| 8     | Totka Petrowa          | Bulgarien      | 4:13,8 min |           |
| 9     | Janet Marlow           | Großbritannien | 4:15,9 min |           |
| 10    | Amsale Woldegibriel    | Äthiopien      | 4:25,3 min |           |
| 11    | Marcellina Emmanuel    | Italien        | 4:26,8 min |           |
| 12    | Albertine Rahéliarisoa | Madagaskar     | 4:30,8 min |           |
| 13    | Margaret Morel         | Seychellen     | 4:37,9 min |           |

### Vorlauf 2
| Platz | Name               | Nation      | Zeit       |
| ----- | ------------------ | ----------- | ---------- |
| 1     | Ljubow Smolka      | Sowjetunion | 4:04,4 min |
| 2     | Ileana Silai       | Rumänien    | 4:04,7 min |
| 3     | Gabriella Dorio    | Italien     | 4:05,0 min |
| 4     | Natalia Mărășescu  | Rumänien    | 4:05,9 min |
| 5     | Anna Bukis         | Polen       | 4:06,0 min |
| 6     | Beate Liebich      | DDR         | 4:06,8 min |
| 7     | Nikolina Schterewa | Bulgarien   | 4:08,3 min |
| 8     | Breda Pergar       | Jugoslawien | 4:13,2 min |
| 9     | Agnese Possamai    | Italien     | 4:14,7 min |
| 10    | Mwinga Mwanjala    | Tansania    | 4:20,9 min |
| 11    | Trịnh Thị Bé       | Vietnam     | 4:38,6 min |
| DNS   | Hala El-Moughrabi  | Syrien      |            |
| DNS   | Geeta Zutshi       | Indien      |            |

## Finale

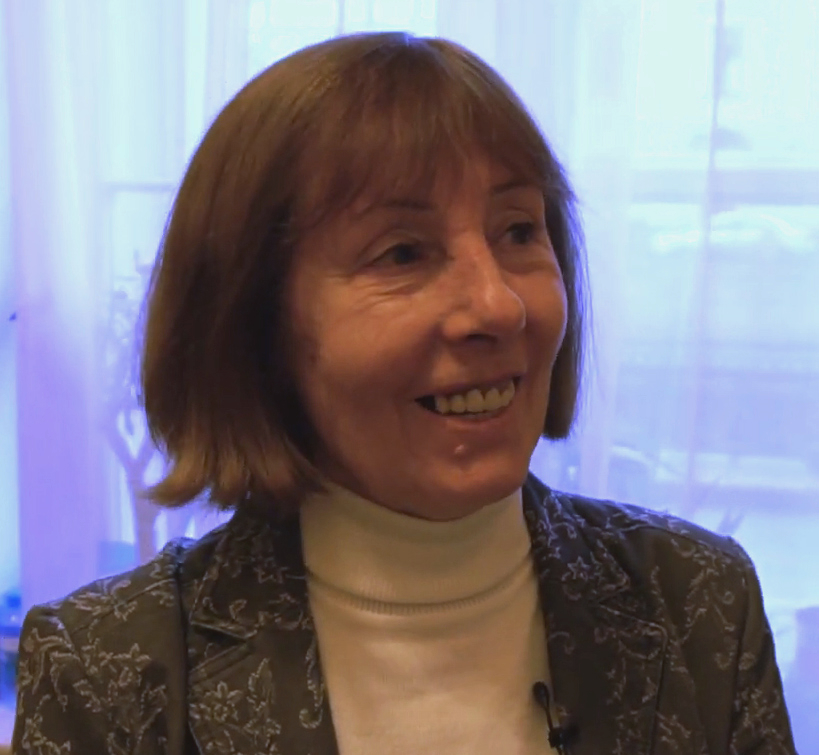
Die Doppelolympiasiegerin von 1976 auf
den Mittelstrecken Tatjana Kasankina (Foto: 2019) errang ihre dritte Goldmedaille

Datum: 1. August 1980, 18:05 Uhr
| Platz | Name                  | Nation      | Zeit       | Anmerkung |
| ----- | --------------------- | ----------- | ---------- | --------- |
| 1     | Tatjana Kasankina     | Sowjetunion | 3:56,6 min | OR        |
| 2     | Christiane Wartenberg | DDR         | 3:57,8 min |           |
| 3     | Nadija Olisarenko     | Sowjetunion | 3:59,6 min |           |
| 4     | Gabriella Dorio       | Italien     | 4:00,3 min |           |
| 5     | Ulrike Bruns          | DDR         | 4:00,7 min |           |
| 6     | Ljubow Smolka         | Sowjetunion | 4:01,3 min |           |
| 7     | Maricica Puică        | Rumänien    | 4:01,3 min |           |
| 8     | Ileana Silai          | Rumänien    | 4:03,0 min |           |
| 9     | Natalia Mărășescu     | Rumänien    | 4:04,8 min |           |

Als klare Favoritin galt die Weltrekordlerin Tatjana Kasankina, die 1976 Gold über 800 und 1500 Meter gewonnen hatte und die schon in der Vorrunde als erste Läuferin bei Olympischen Spielen unter der 4-Minuten-Marke geblieben war. Als eine ihrer stärksten Gegnerinnen wurde Nadija Olisarenko gesehen, die hier zuvor den 800-Meter-Lauf gewonnen hatte. Zu den weiteren Medaillenanwärterinnen zählten die Vizeeuropameisterin von 1978 Natalia Mărășescu aus Rumänien, die auch schon die vier Minuten unterboten hatte, die Bulgarin Totka Petrowa, 1978 EM-Dritte, und Christiane Wartenberg aus der DDR.
Im Finalrennen wurde zunächst kein hohes Tempo gelaufen, das Feld blieb lange zusammen. Die Durchgangszeiten lauteten nach 400 Metern 1:05,59 min und nach 800 Metern 2:13,59 min. An der Spitze liefen durchgängig die beiden sowjetischen Athletinnen Olisarenko und Ljubow Smolka. Anderthalb Runden vor Schluss verschärfte Kasankina mit einem entschlossenen Antritt das Tempo. Sofort zog sich das Feld auseinander und Kasankina erarbeitete sich nach und nach einen deutlichen Vorsprung, der immer größer wurde. Olisarenko fiel zurück und verlor viele Plätze, auch Smolka konnte ihrer führenden Landsfrau mit Beginn der Schlussrunde nicht mehr folgen. Die 1200-Meter-Zwischenzeit betrug 3:12,51 min, die Runde zwischen 800 und 1200 Metern war also unter 60 Sekunden gelaufen worden. Smolka ließ nun deutlich nach und Wartenberg zog an ihr vorbei. Tatjana Kasankina lief an der Spitze mit deutlichem Vorsprung zum Olympiasieg, Christiane Wartenberg ebenfalls klar vor allen anderen zur Silbermedaille. In der Zielkurve kam Olisarenko, die vorher eigentlich abgeschlagen schien, noch einmal weit nach vorne und erspurtete sich die Bronzemedaille vor der Italienerin Gabriella Dorio und Ulrike Bruns aus der DDR. Mit ihrer Siegerzeit unterbot Tatjana Kasankina ihren im Vorlauf aufgestellten olympischen Rekord um 2,6 Sekunden. Auch die beiden anderen Medaillengewinnerinnen blieben unter vier Minuten.

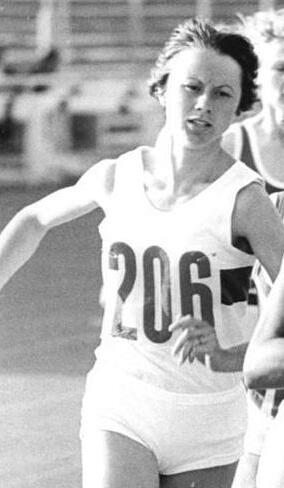
Silber sicherte sich Christiane Wartenberg
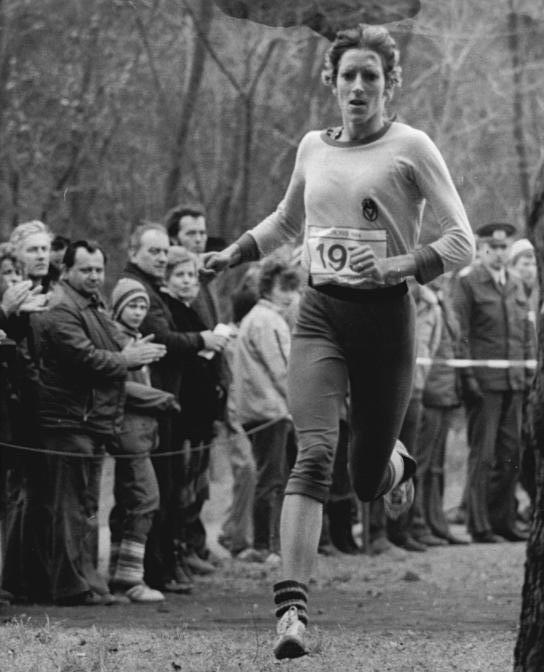
Die fünftplatzierte Ulrike Bruns, frühere Ulrike Klapezynski
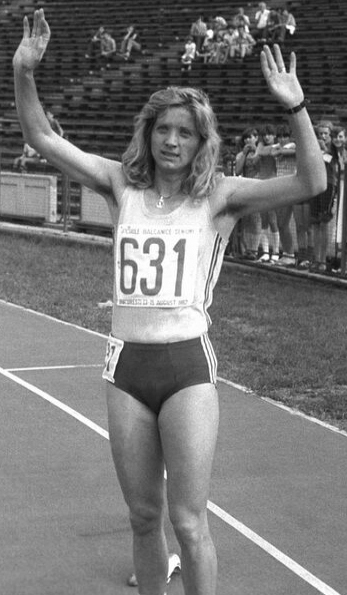
Maricica Puică belegte Rang sechs

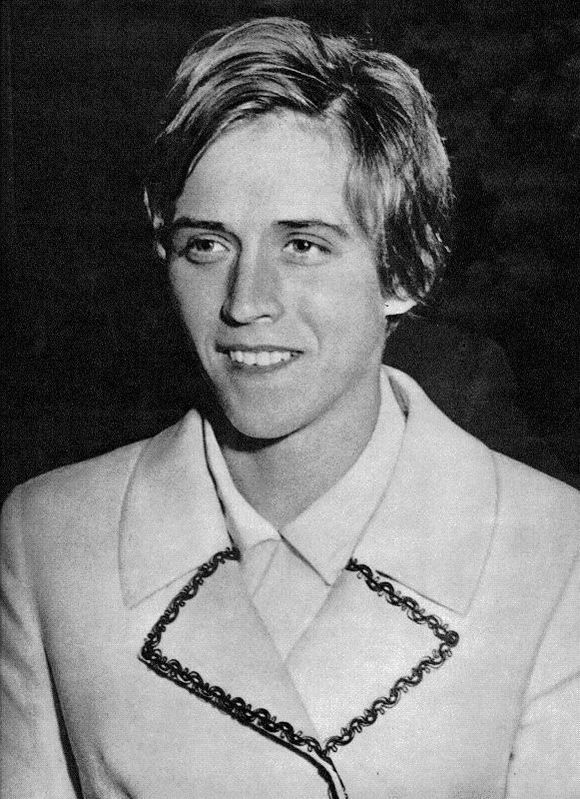
Ileana Silai, frühere Ileana Gergely, 1968 Olympiazweite über 800 Meter, kam auf den achten Platz
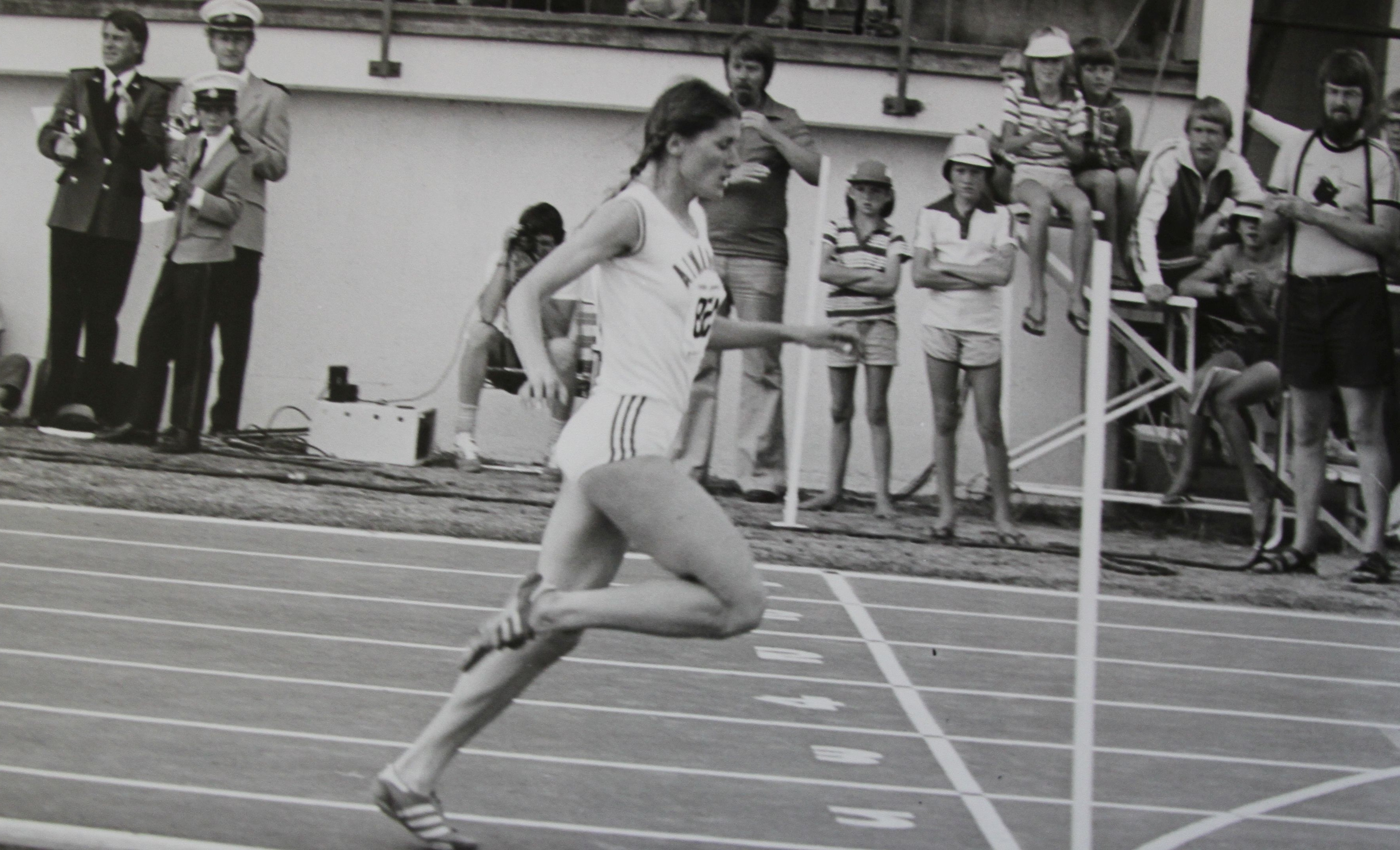
Rang neun für Natalia Mărășescu, frühere Natalia Andrei

## Videolinks
- 1980 Moscow Olympic Games Women's 1500, youtube.com, abgerufen am 2. November 2021
- 1980 Moscow Olympic Games Women's 1500, youtube.com, abgerufen am 1. Januar 2018